# FC Sporting Neapolis
FC Sporting Neapolis Mugnano is een Italiaanse voetbalclub uit Mugnano di Napoli die speelt in de Serie D. De club werd opgericht in 1936 als Football Club Sangiuseppese en in 1997 hernoemd tot Pro Sangiuseppese. In 2006 ging de club failliet, werd ze overgenomen en kreeg ze een andere naam; FC Sporting Neapolis.
In 2009 werd de club naar Mugnano di Napoli, een voorstad van Napels, verplaatst.